# Ószumi Josinori
Ószumi Josinori (japánul: 大隅良典, angolul: Yoshinori Ohsumi) (Fukuoka, 1945. február 9. –) Nobel-díjas japán sejtbiológus és egyetemi tanár. Az autofágia specialistájaként az öregedéskutatásban elsősorban olyan súlyos betegségek esetében, mint a rák, a Parkinson-kór és az Alzheimer-kór vizsgálta a sejtek lebomlását és újjáépülését.

## Élete
Fukuokában született 1945. február 9-én. A Tokió Egyetemen folytatott tanulmányokat, majd 1974–77 között New Yorkban a Rockefeller Egyetemen posztdoktori képzésen vett részt. 1977-től egyetemi oktató és Japán különböző biológiai kutatóintézeteinek a munkatársa. Kutatóként az emberi szervezetet alkotó sejtek kannibalizmusát tanulmányozta. Szakterülete az autofágia, mely a molekuláris sejtbiológia részeként az élőlények alapvető sejttani folyamatát a sejt önemésztését vizsgálja.
Amikor megkérdezték tőle, hogy miért pont ezt a területet választotta, azt válaszolta, hogyː „valami olyasmit akartam csinálni, amit mások még nem.”